# Savoy (norvég együttes)
A Savoy egy norvég rockzenei trió, amely 1994-ben alakult Oslóban. Jelenleg Amerikában működnek.

## Tagok
- Paul Waaktaar-Savoy (vokál, gitár, billentyűsök, basszus)
- Lauren Savoy (vokál, gitár)
- Frode Unneland (vokál, dob)

## Lemezeik

### Albumok
- Mary Is Coming (1996)
- Lackluster Me (1997)
- Mountains of Time (1999)
- Reasons to Stay Indoors (2001)
- Savoy (2004)

### Válogatások
- Savoy Songbook Vol. 1 (2007)